# 健身輪
健身輪（英語：Ab Roller），或稱健美輪、健腹輪、滾輪，屬於健身運動的一種，亦為近年來大多數人使用健身器具之一。

## 簡介
由一個或兩個輪子和雙把手組成，體積小，攜帶方便，目前款式相當多種，設計五花八門，有迴力阻設計、拉繩設計等多項增設功能。但此運動容易造成運動傷害，應避免跌倒可能造成之手肘撞擊，未暖身之拉傷等，此運動可訓練腰、腹、臂、背、臀之線條。

## 基本運動方式
為避免雙膝磨損，使用時最好搭配使用瑜珈墊或軟墊等。採跪姿，雙膝保持一個拳頭寬，屁股不要做到腳跟，雙手輕握把手，手與地面呈90度，輕輕推出，往前推時不能超過180度，前方最好有牆壁等設施阻擋，運動動作如蝦弓起，拉回時盡量使用腹部力量，否則效用只停留在雙手，每回合採25~30次，一天三回合，每回合中間休息2~5分鐘為大宗標準。

## 正確觀念
肌力訓練主要為雕塑身型，對於減肥還需多運動與正常飲食習慣，維他命，礦物質，碳水化合物，脂質最好還是從正常飲食中攝取，並要有適當的水分補充，且搭配正常休息睡眠。